# Parodia
Genre
Classification phylogénétique

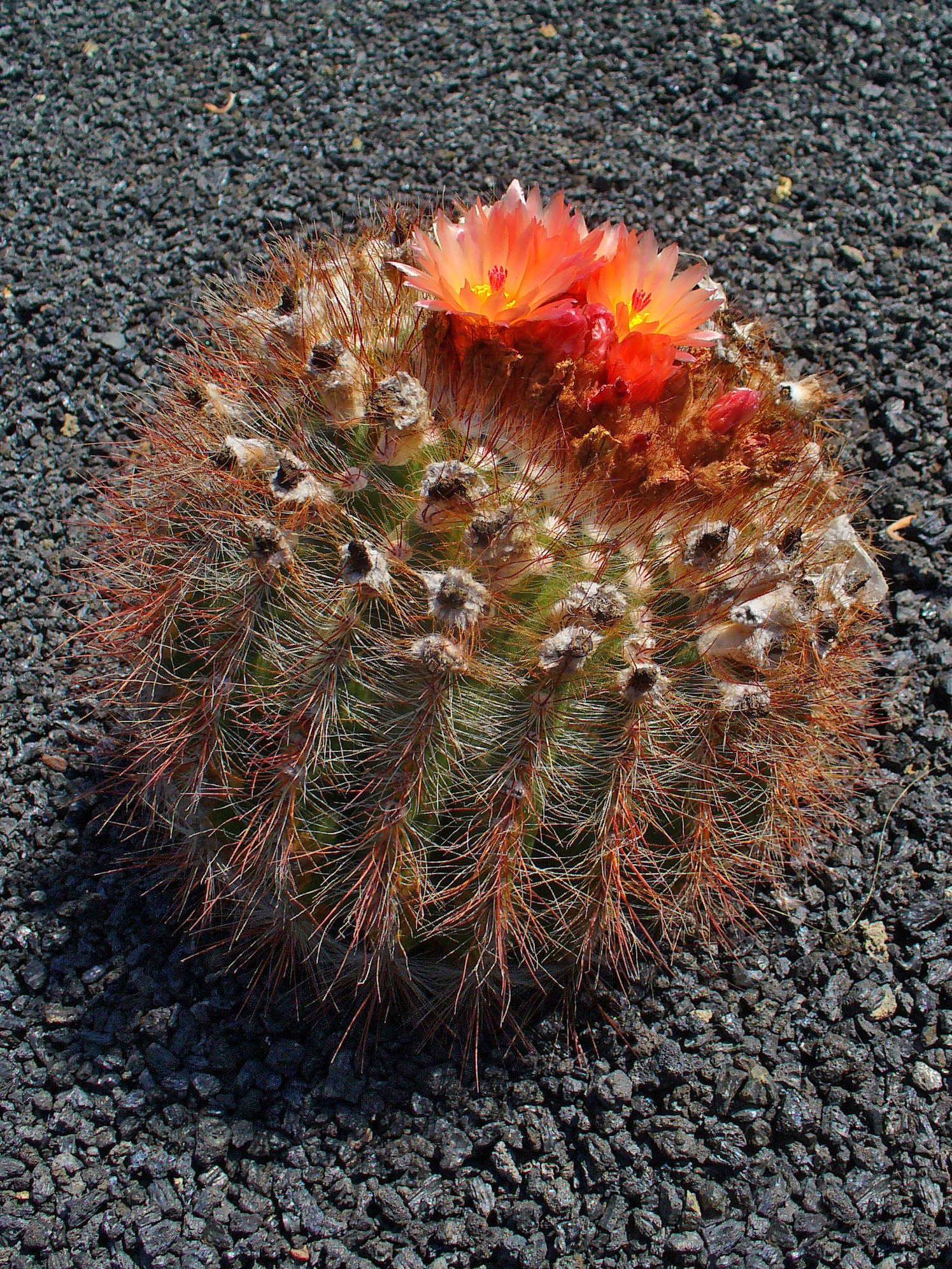
Parodia oxycostata

Parodia est un genre de la famille des cactus composé d'environ 50 espèces.
Elles sont originaires du centre de l'Amérique du Sud : Nord du Chili et de l'Argentine, Bolivie, Paraguay et sud du Brésil. On les trouve sur les pentes arides des montagnes, jusqu'à 2 800 m, et dans les zones vallonnées.

## Étymologie
Le nom rappelle Lorenzo Raimundo Parodi (es) (1895-1966), botaniste argentin ayant étudié la flore du Paraguay.

## Description

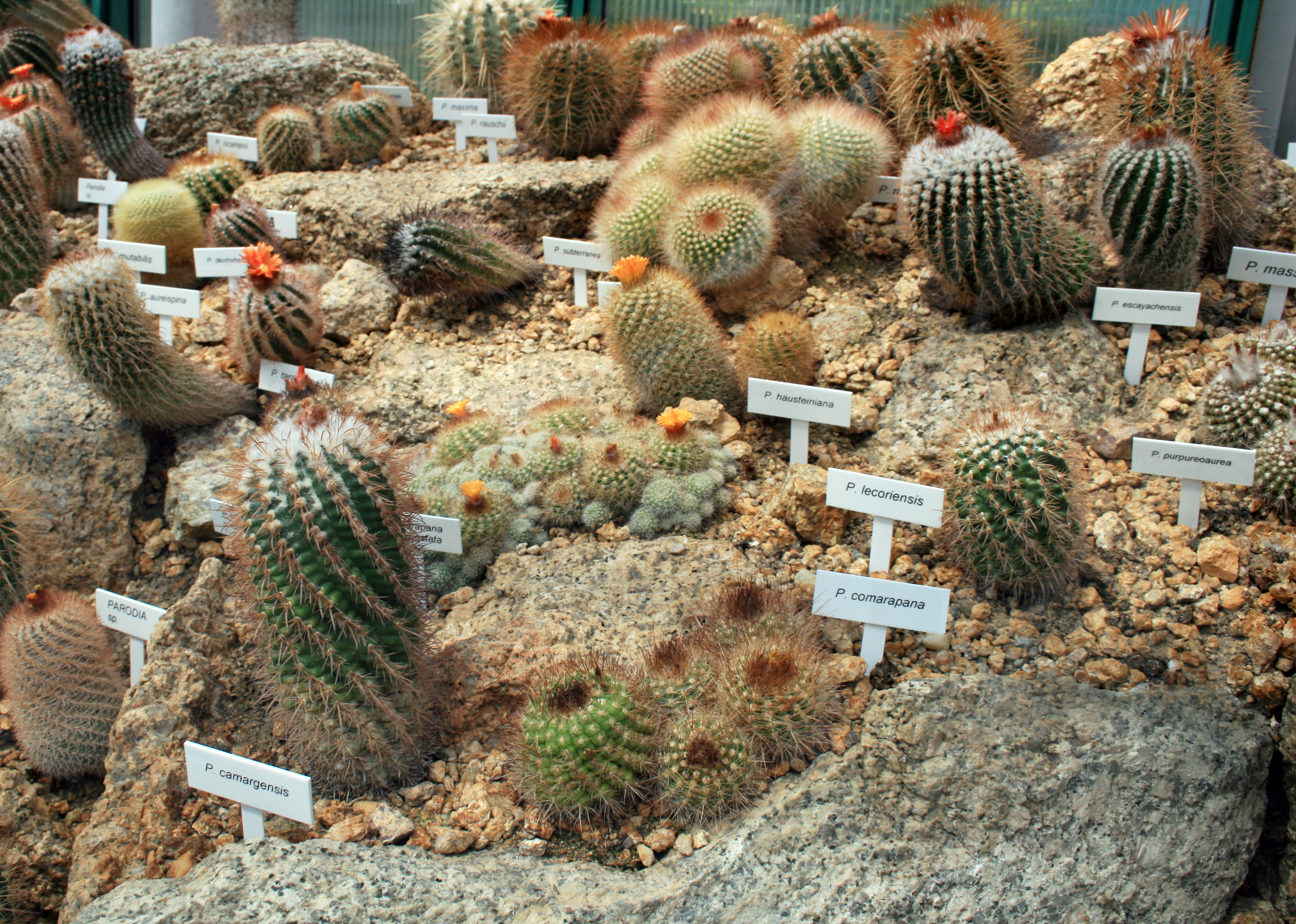
Plants du genre Parodia au jardin botanique Liberec.

Les plantes sont de forme sphérique ou colonnaire jusqu'à 1 m de haut avec un diamètre jusqu'à 15 cm.
Les cotes sont des successions d'aréoles placées en spirale.
Les fleurs vont du rose au carmin ou parfois jaune. Elles ont jusqu'à 4 à 5 cm et durent jusqu'à 10 jours.
Les graines sont de très petite taille.

## Mode de culture

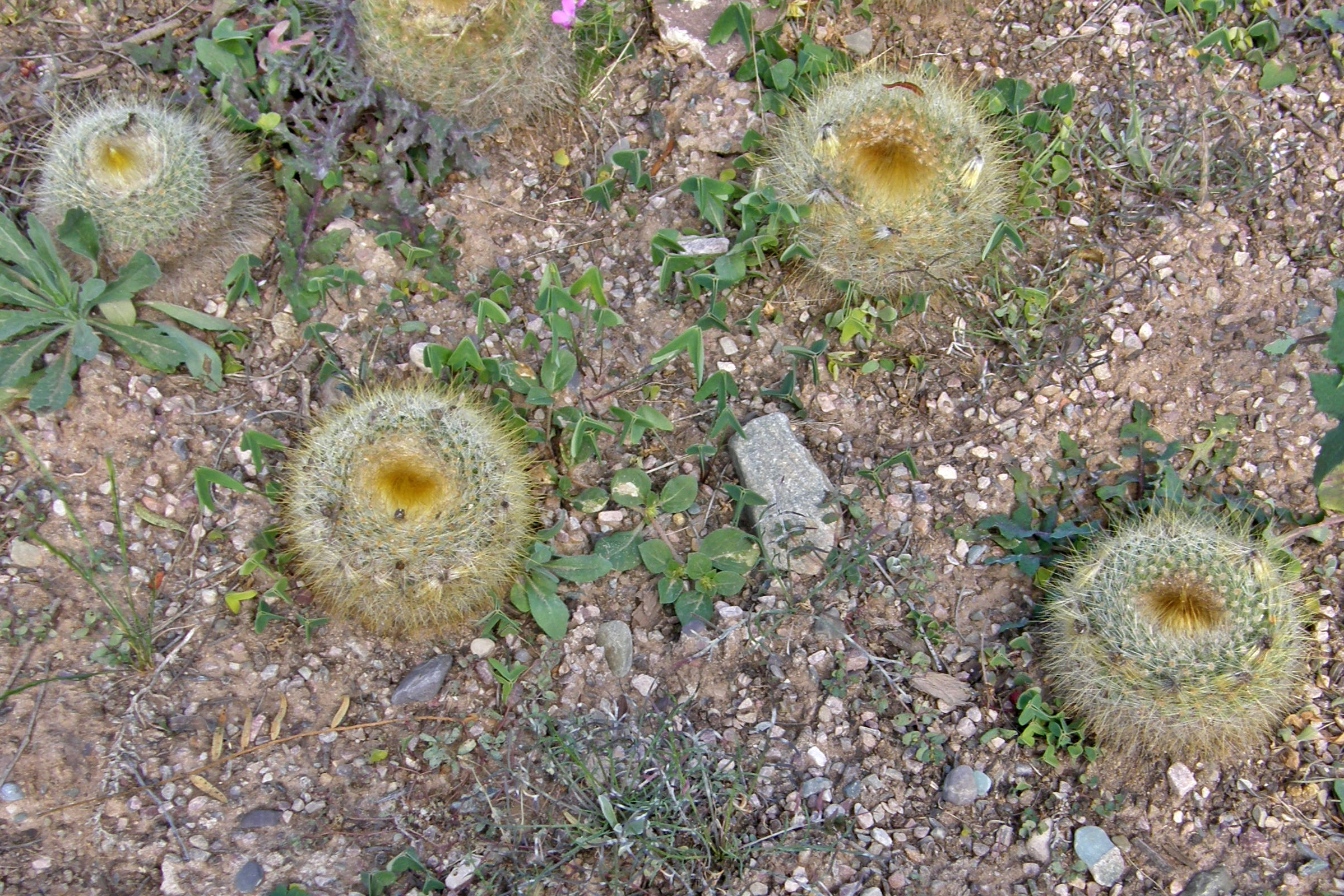
Parodia chrysacanthion.

Comme pour la plupart des cactus, prévoir un sol léger et bien drainé ainsi qu'une exposition ensoleillée.
En hiver garder les plantes totalement au sec dans une exposition claire et une température de 8 à 12 °C.
Les Parodia sont faciles à cultiver. Elles poussent lentement mais fleurissent même jeunes. 
Multiplication par division des touffes ou par semis.

## Taxonomie

### Synonymes

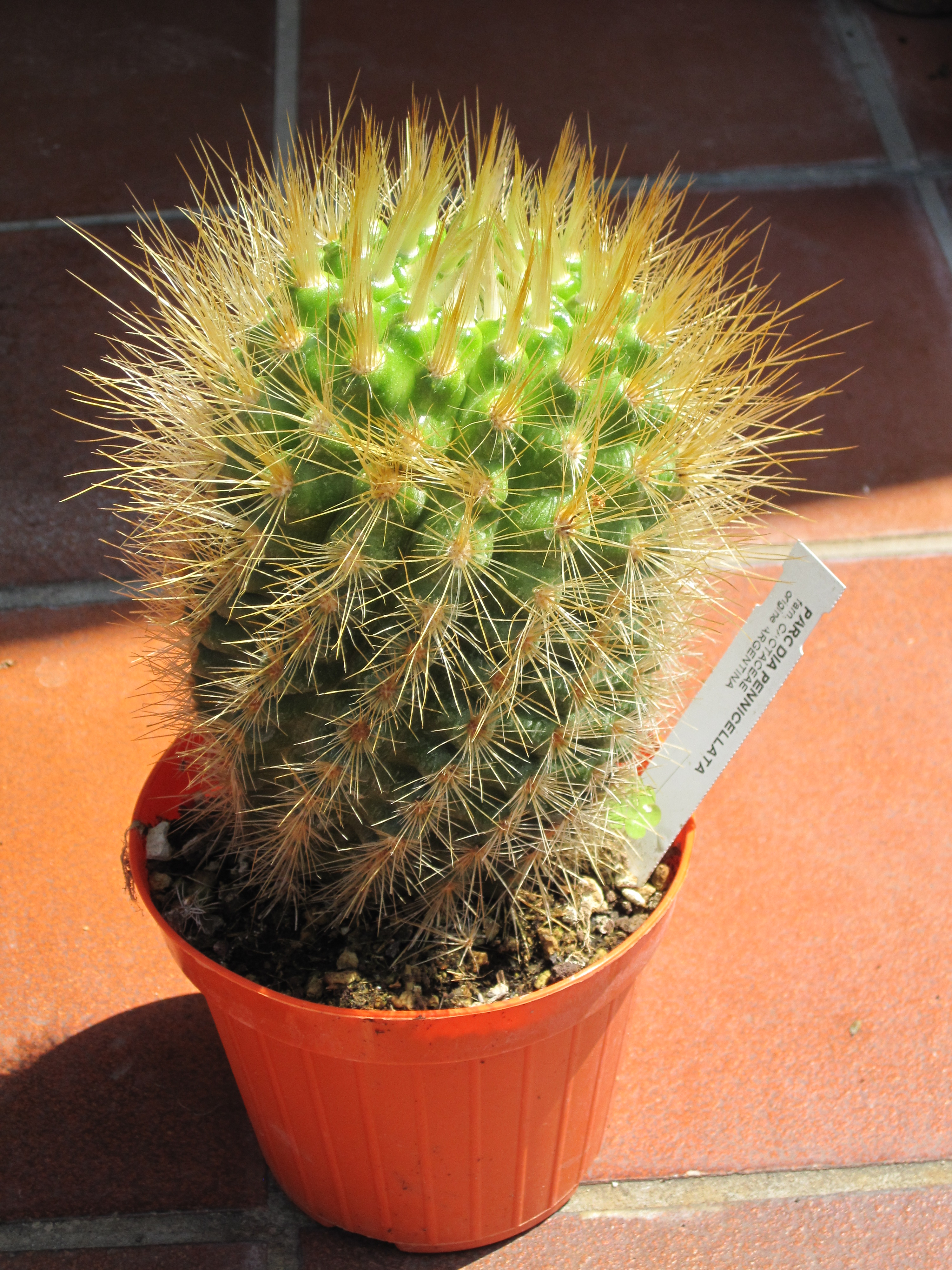
Parodia penicillata

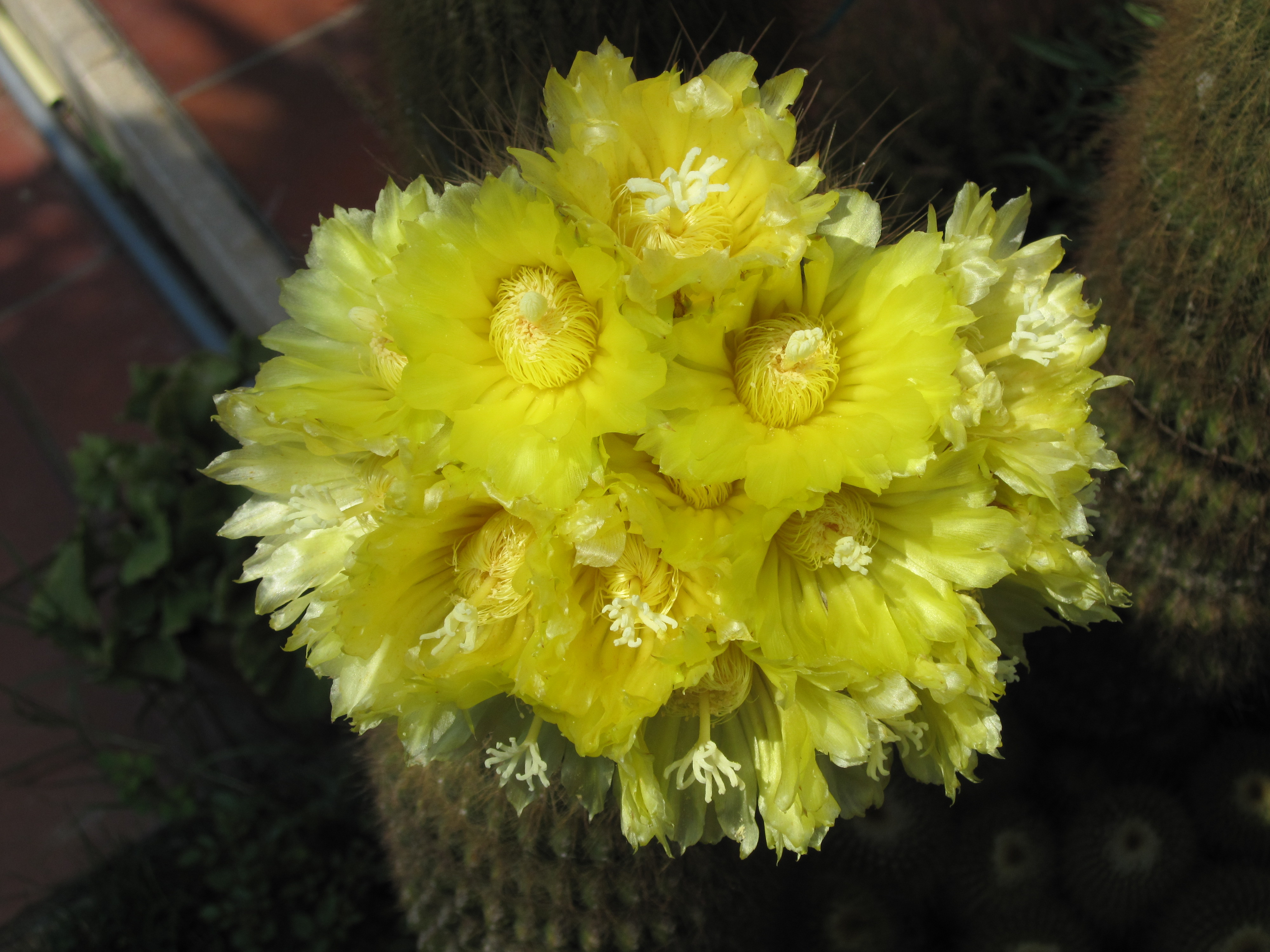
Parodia leninghausii

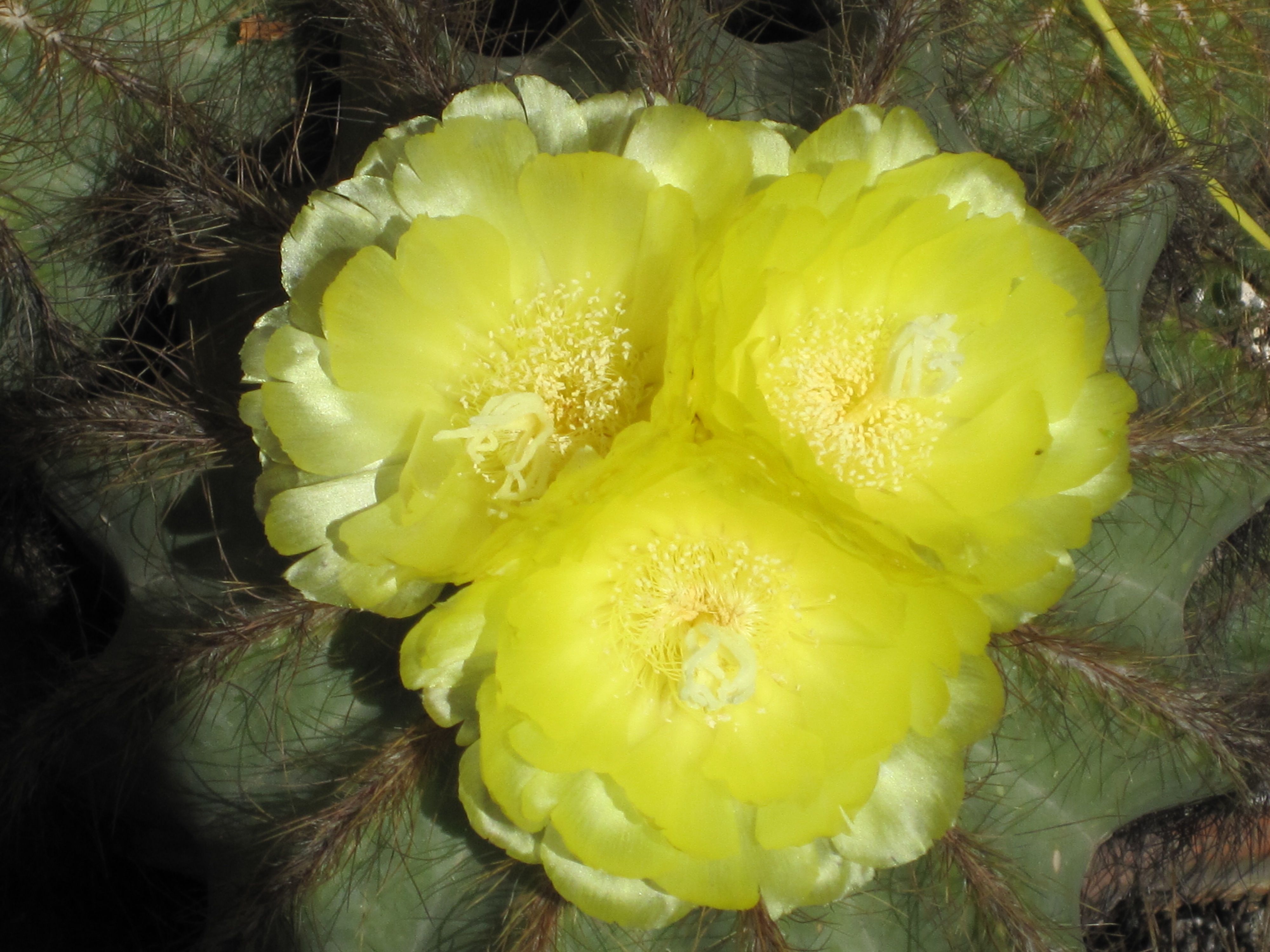
Parodia magnifica

Les genres suivants ont été inclus dans Parodia.
- Acanthocephala Backeb.
- Brasilicactus Backeb.
- Brasiliparodia F.Ritter
- Brasilocactus Fric (nom. inval.)
- Chrysocactus Y.Itô (nom. inval.)
- Dactylanthocactus Y.Itô
- Eriocactus Backeb.
- Eriocephala Backeb.
- Friesia Fric (nom. inval.)
- Hickenia Britton & Rose
- Jauhisoparodia Gabriel Blackhat
- Malacocarpus Salm-Dyck
- Microspermia Fric
- Neohickenia Fric
- Notocactus (K.Schum.) Fric
- Sericocactus Y.Itô
- Wigginsia D.M.Porter

L'inclusion de Notocactus dans Parodia a été réalisée par la International Organization for Succulent Plant Studies à la fin des années 1980. Elle est toujours controversée.